# ڶ
Lām point suscrit ‹ ڶ › est une lettre additionnelle de l’alphabet arabe qui est utilisée dans l’écriture du kurde sorani. Elle est composée d’un lām ‹ ل › diacrité d’un point suscrit.

## Utilisation
En kurde sorani, ‹ ڶ › représente une consonne spirante latérale alvéolaire voisée pharyngalisée [lˁ]. Elle est plus souvent écrite lām petit v suscrit ‹ ڵ ›, avec un petit v suscrit au lieu du point suscrit.
En bosnien écrit avec l’arebica, Omer Humo a utilisé le lām point suscrit ‹ ڶ › notamment dans l’Ilm-i hal Sehletu l-vuṣul publié en 1875.